# Lokomotiva EU40

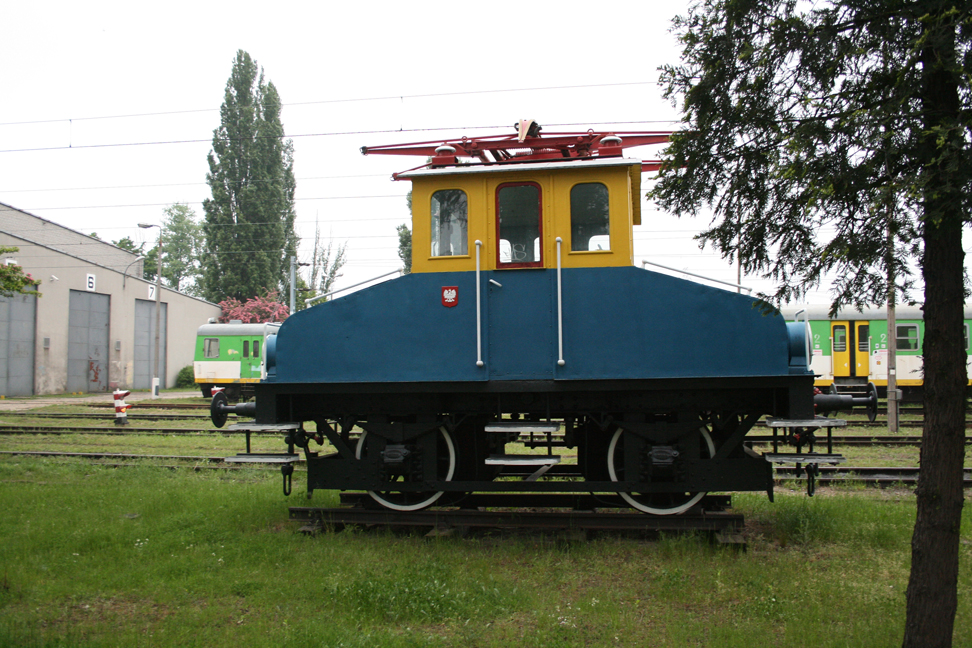
Lokomotiva EU40-01

Lokomotivy řady EU40 jsou čtyřnápravové stejnosměrné elektrické lokomotivy, které pro polské železnice Polskie Koleje Państwowe dodala německá společnost v roce 1913 v počtu 1 kusů.